# Davit Tlashadze
Davit Tlashadze –en georgiano: დავით ტლაშაძე– (21 de septiembre de 1991) es un deportista georgiano que compite en lucha libre. Ganó una medalla de plata en el Campeonato Europeo de Lucha de 2016, en la categoría de 70 kg.

## Palmarés internacional
| Campeonato Europeo | Campeonato Europeo | Campeonato Europeo | Campeonato Europeo |
| Año                | Lugar              | Medalla            | Categoría          |
| ------------------ | ------------------ | ------------------ | ------------------ |
| 2016               | Riga (Letonia)     | Medalla de plata   | 70 kg              |